# Palazzo di Giustizia (Urbino)
Il Palazzo di Giustizia di Urbino si trova nel centro storico, in via Raffaello 28, sul versante sud-orientale del colle del Monte. Delimitato a valle dalla via Timoteo Viti. Si tratta di uno dei complessi architettonici più grandi della città antica, anche perché comprende due storici edifici, l'ex Casa dell'Esposte e parte dell'ex Ospedale di Santa Maria della Misericordia.

## Storia

### Ex Casa dell'Esposte
L'edificio fu costruito verso la fine del XVIII secolo, su progetto dell'architetto urbinate Giuseppe Tosi, per ospitare l'orfanotrofio femminile della Fraternita di Santa Maria della Misericordia; che fin dal XV secolo aveva un nosocomio nell'edificio adiacente, oltre alla sede più antica in Pian di Mercato, dal secolo precedente, sull'area dell'odierno palazzo Nuovo Albani. Vista la mole notevole del palazzo e la scarsità di fondi per la sua edificazione, il progetto non fu interamente realizzato.
Nei decenni successivi fu soggetto a diversi cambi di destinazione d'uso ed a diverse ristrutturazioni. Sul finire del XIX secolo, divenne prima Riformatorio e poi Casa di Correzione; verso la fine degl'anni trenta del XX secolo, Casa di Rieducazione. Quest'ultima destinazione rimase fino alla fine degl'anni settanta, quando vi fu trasferito il Palazzo di Giustizia da palazzo Mauruzi Gherardi.

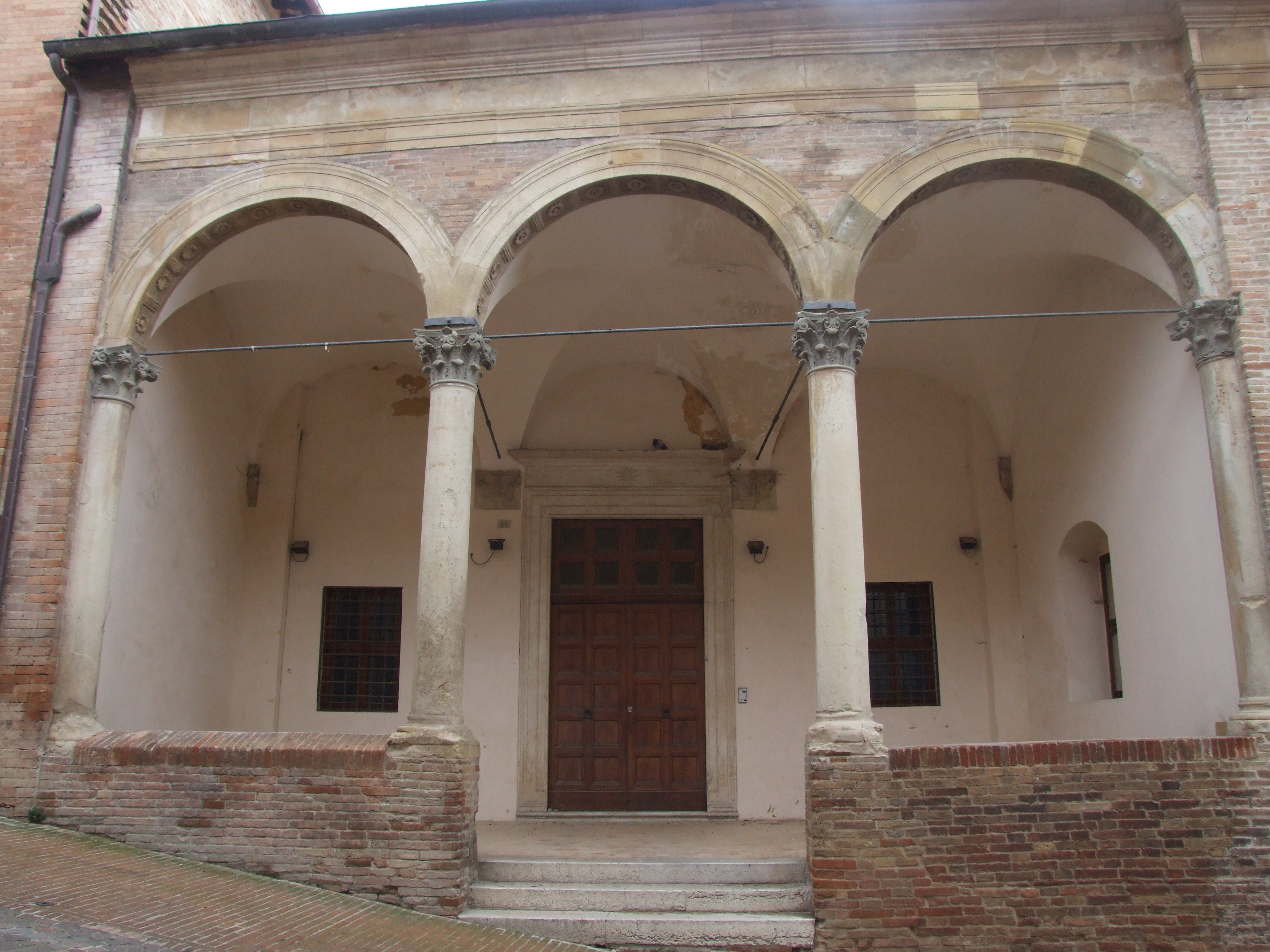
L'ex Chiesa di Santa Maria della Misericordia

### Ex Ospedale di Santa Maria della Misericordia
Il complesso attuale comprende anche l'ex chiesa di Santa Maria della Misericordia, contrassegnata dal portico rinascimentale a tre arcate su via Raffaello; ultimo resto dell'ospedale dell'omonima Fraternita, di estese dimensioni, sorto nel XV secolo. L'ospedale vi rimase fino agl'inizi del XX secolo, quando fu trasferito nell'ex monastero di Santa Chiara.